# Масевичи (Брестская область)
Масевичи (бел. Масе́вічы, Масцьві́чы) ― деревня в Малоритском районе Брестской области Беларуси. Входит в состав Великоритского сельсовета.

## География
Пролегает дорога Н-785.
Ближайшие населённые пункты Пожежин, Струга, Станция Закрутин и др.

### Гидрография
Река Пожежинка.

## История
В 1905 году в Великорытской волости Брестского уезда Гродненской губернии.
В 1940—1954 годах центр Масевичского сельсовета.

## Население

### Численность
- 2019 год ― 304 жителей

### Динамика
- 1999 год ― 564 жителей (перепись населения)
- 2009 год ― 462 жителей (перепись населения)[2]
- 2019 год ― 304 жителей (перепись населения)

## Галерея

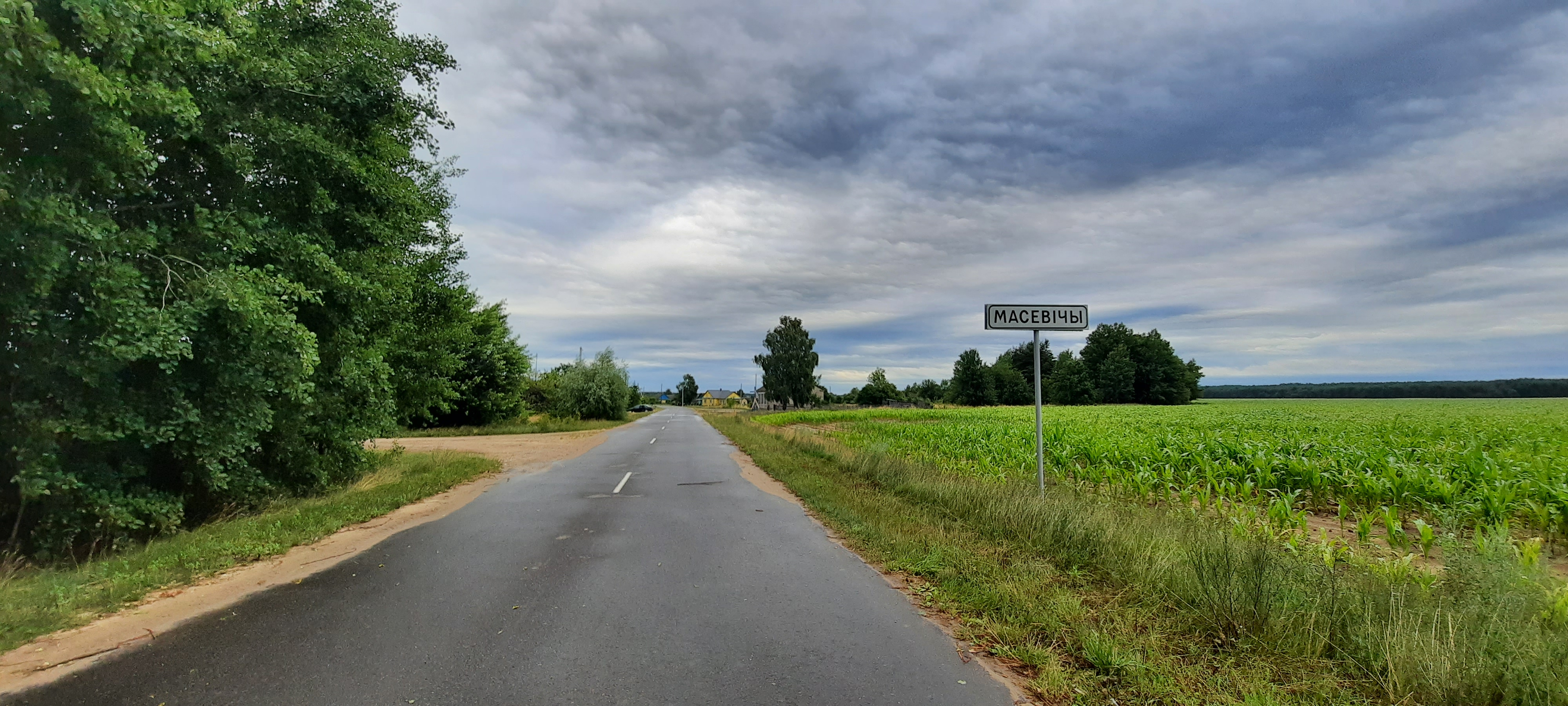
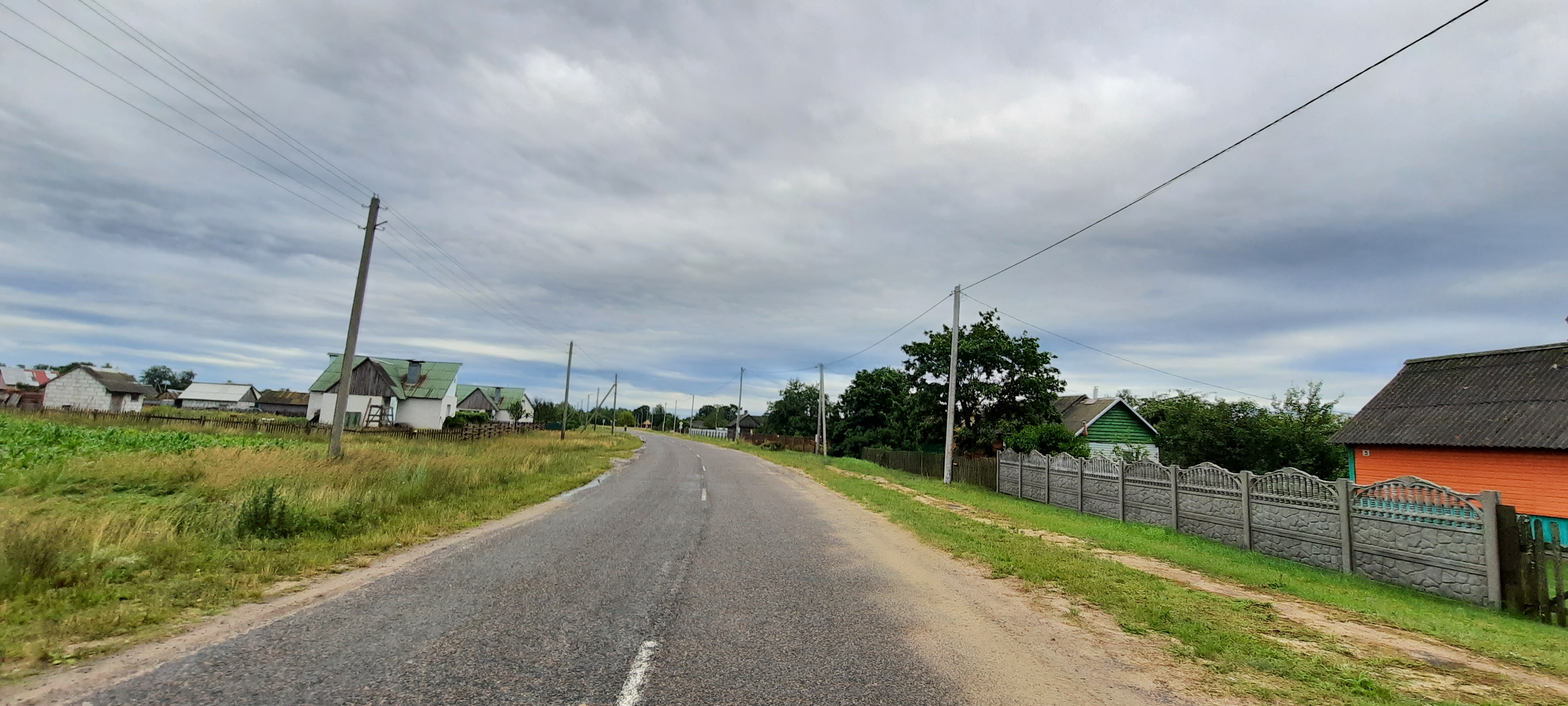